# Aerial (álbum)
Aerial es el cuarto álbum de estudio de la banda argentina de punk rock Massacre, publicado en 1998 por el sello discográfico Sum.
En esta placa se puede escuchar la mezcla del pop y del hard rock creando un espíritu psicodélico que hacen de este disco una experiencia única. En el álbum se pueden escuchar los vientos aportados por los entonces integrantes de Los Fabulosos Cadillacs, que fueron músicos invitados. Al final del disco, como tema oculto, se puede escuchar una versión de"You Really Got Me", de The Kinks.

## Lista de canciones
1. «Angélica»
2. «Llena de Fe»
3. «La Respuesta es Fácil»
4. «Te Leo al Revés»
5. «Cuasi Delictual»
6. «Minicubics»
7. «Ascensión»
8. «No Puedo Dejar»
9. «Te Arrepiento»
10. «Ella Me Sigue»
11. «Laika Se Va»
12. «Majestial»
13. «Ana: Ana se duerme/Sueña/Ana despierta»

## Créditos

### Massacre
- Guillermo Walas Cidade - voz
- Francisco Paco Ruiz Ferreyra - batería y percusión
- Pablo Mondello (Pablo M.) - guitarra
- Luciano Bochi Facio - bajo
- Federico - guitarra acústica

### Músicos invitados
- Daniel Lozano - trompeta
- Fernando Albareda - trombón
- Gerardo Toto Rotblat - percusión

### Producción
- Producción artística musical: Pablo M. Massacre, y Gonzalo Villagra
- Producción General: Paco
- Ingeniero de grabación: Gonzalo Villagra
- Masterizado: Pablo M., Massacre y David B. Santos
- Asistentes de grabación: Aníbal y Peter
- Gráfica: Walas
- Fotos: Manuel Guido
- Producción ejecutiva: Sum Records